# Dietmar Wildführ
Dietmar Wildführ (* 4. Mai 1942 in Dresden) ist ein deutscher Arzt sowie Politiker (DDR-CDU, ab 1990 CDU) und Mitglied des Sächsischen Landtages von 1990 bis 1994.

## Leben
Dietmar Wildführ besuchte die Oberschule in Leipzig und legte dort sein Abitur ab. Anschließend studierte er Medizin in Leipzig. Im Jahr 1967 absolvierte er sein Staatsexamen. Danach machte Wildführ eine Facharztausbildung an der Kinderklinik der Karl-Marx-Universität Leipzig zum Dr. med. Ab 1972 war er leitender Kinderarzt an der Kreispoliklinik Delitzsch. Bis 1975 befand er sich in einer Personalunion und arbeitete als Kreisjugendarzt. Ab Juni 1990 war Wildführ als Dezernent für Gesundheits- und Sozialwesen beim Landratsamt Delitzsch tätig.
Wildführ ist verheiratet und hat zwei Kinder.

## Politik
Dietmar Wildführ wurde 1975 Mitglied der CDU der DDR. Im Jahr 1979 war er Mitglied des Kreisvorstandes der CDU Delitzsch und 1990 stellvertretender Kreisvorsitzender der CDU. Ab 1990 war er Abgeordneter der Stadtverordnetenversammlung Delitzsch.
Im Oktober 1990 wurde Wildführ über den Wahlkreis 1 (Delitzsch) mit 47,8 Prozent der Stimmen in den Sächsischen Landtag gewählt. Er gehörte ihm für eine Wahlperiode bis 1994 an und war Vorsitzender im Ausschuss für Soziales, Gesundheit, Familie und Frauen.
In den Kommunalwahlen 2004 wurde Dietmar Wildführ über den Wahlkreis IV (Delitzsch Ost) in den Kreistag des Landkreises Delitzsch gewählt. Er war langjähriges Mitglied im Stadtrat von Delitzsch.

## Belege
- Klaus-Jürgen Holzapfel (Hrsg.): Sächsischer Landtag: 1. Wahlperiode, 1990–1994; Volkshandbuch. NDV Neue Darmstädter Verlagsanstalt, Rheinbreitbach 1991, ISBN 3-87576-265-7, S. 69 (Ausschuss, S. 92). (Stand Mai 1991)